# 12106 Menghuan
12106 Menghuan eller 1998 KQ31 är en asteroid i huvudbältet som upptäcktes den 22 maj 1998 av LINEAR i Socorro County, New Mexico. Den är uppkallad efter Meng Huan.
Asteroiden har en diameter på ungefär 2 kilometer.